# Łotwa na Zimowych Igrzyskach Olimpijskich 2014
Łotwę na Zimowych Igrzyskach Olimpijskich 2014 reprezentowało 57 zawodników w 9 dyscyplinach.

## Medale
| Medal   | Zawodnik                                                         | Dyscyplina    | Konkurencja      | Data      |
| ------- | ---------------------------------------------------------------- | ------------- | ---------------- | --------- |
| złoty   | Oskars Melbārdis Arvis Vilkaste Daumants Dreiškens Jānis Strenga | bobsleje      | czwórki mężczyzn | 23 lutego |
| srebrny | Martins Dukurs                                                   | skeleton      | ślizg mężczyzn   | 15 lutego |
| brązowy | Andris Šics Juris Šics                                           | saneczkarstwo | dwójki           | 12 lutego |
| brązowy | Elīza Tīruma Mārtiņš Rubenis Andris Šics Juris Šics              | saneczkarstwo | sztafeta         | 13 lutego |
| brązowy | Daumants Dreiškens Oskars Melbārdis                              | bobsleje      | czwórki mężczyzn | 17 lutego |

## Skład reprezentacji

### Biathlon

#### Kobiety
- Žanna Juškāne

| Konkurencja       | Zawodniczka   | Czas    | Miejsce |
| ----------------- | ------------- | ------- | ------- |
| Sprint            | Žanna Juškāne | 25:36,5 | 79.     |
| Bieg pościgowy    | Žanna Juškāne | -       | -       |
| Bieg indywidualny | Žanna Juškāne | DNF     | DNF     |
| Bieg masowy       | Žanna Juškāne | -       | -       |
| Sztafeta          | Žanna Juškāne | -       | -       |

#### Mężczyźni
- Andrejs Rastorgujevs

| Konkurencja       | Zawodnik             | Czas    | Strzelanie | Miejsce |
| ----------------- | -------------------- | ------- | ---------- | ------- |
| Sprint            | Andrejs Rastorgujevs | 25:20,2 | 1+0        | 17.     |
| Bieg pościgowy    | Andrejs Rastorgujevs | 34:36,9 | 0+0+1+0    | 9.      |
| Bieg indywidualny | Andrejs Rastorgujevs | 53:18,9 | 0+1+0+2    | 33.     |
| Bieg masowy       | Andrejs Rastorgujevs | 43:53,1 | 0+1+1+1    | 14.     |
| Sztafeta          | Andrejs Rastorgujevs | -       | -          | -       |

### Biegi narciarskie

#### Kobiety
| Zawodnik      | Konkurencja       | Czas    | Pozycje |
| ------------- | ----------------- | ------- | ------- |
| Inga Dauškāne | sprint            | 2:53,90 | 59.     |
| Inga Dauškāne | Bieg indywidualny | 36:13,1 | 65.     |

#### Mężczyźni
| Zawodnik      | Konkurencja       | Czas               | Pozycje            |
| ------------- | ----------------- | ------------------ | ------------------ |
| Arvis Liepiņš | bieg indywidualny | 45:36,2            | 73.                |
| Jānis Paipals | bieg indywidualny | Nie ukończył biegu | Nie ukończył biegu |
| Arvis Liepiņš | Bieg łączony      | 1:20:00,1          | 66.                |
| Arvis Liepiņš | Bieg na 50 km     | 2:04:45,6          | 59.                |
| Arvis Liepiņš | Sprint            | 3:49,28            | 61.                |
| Jānis Paipals | Sprint            | 3:56,21            | 71.                |

### Bobsleje

#### Mężczyźni
| Osada  | Zawodnik                                                         | Konkurencja | Ślizg 1 | Ślizg 2 | Ślizg 3 | Ślizg 4 | Łącznie | Pozycja |
| ------ | ---------------------------------------------------------------- | ----------- | ------- | ------- | ------- | ------- | ------- | ------- |
| LVA-I  | Oskars Melbārdis Daumants Dreiškens                              | Dwójki      | 56,62   | 56,68   | 56,43   | 56,75   | 3:46,48 | brąz    |
| LVA-II | Oskars Ķibermanis Vairis Leiboms                                 | Dwójki      | 57,11   | 57,22   | 57,00   | 57,19   | 3:48,52 | 16.     |
| LVA-I  | Oskars Melbārdis Arvis Vilkaste Daumants Dreiškens Jānis Strenga | Czwórki     | 55,10   | 55,13   | 55,15   | 55,31   | 3:40,69 | złoto   |
| LVA-II | Oskars Ķibermanis Helvijs Lūsis Raivis Broks Vairis Leiboms      | Czwórki     | 55,68   | 55,52   | 55,97   | 55,81   | 3:42,98 | 14.     |

- Intars Dambis był zawodnikiem rezerwowym.

### Hokej na lodzie

#### Mężczyźni
- Oskars Bārtulis
- Armands Bērziņš
- Mārtiņš Cipulis
- Kaspars Daugaviņš
- Lauris Dārziņš
- Ralfs Freibergs
- Zemgus Girgensons
- Kristers Gudļevskis
- Miks Indrašis
- Koba Jass
- Mārtiņš Karsums
- Ronalds Ķēniņš
- Artūrs Kulda
- Edgars Masaļskis
- Ervīns Muštukovs
- Sandis Ozoliņš
- Vitālijs Pavlovs
- Georgijs Pujacs
- Krišjānis Rēdlihs
- Miķelis Rēdlihs
- Arvīds Reķis
- Kristaps Sotnieks
- Jānis Sprukts
- Juris Štāls
- Herberts Vasiļjevs

| Łotwa | Grupa C    | Grupa C | Grupa C | Runda kwalifikacyjna | Ćwierćfinał | Miejsce |
| ----- | ---------- | ------- | ------- | -------------------- | ----------- | ------- |
| Łotwa | Szwajcaria | Czechy  | Szwecja | Szwajcaria           | Kanada      | Miejsce |
| Łotwa | 0:1        | 2:4     | 3:5     | 3:1                  | 1:2         | 8.      |

### Łyżwiarstwo szybkie

#### Mężczyźni
| Zawodnik       | Konkurencja   | Konkurencja   | Konkurencja   | Konkurencja   | Konkurencja   | Konkurencja   | Konkurencja    | Konkurencja    | Konkurencja    | Konkurencja    |
| Zawodnik       | Bieg na 500 m | Bieg na 500 m | Bieg na 500 m | Bieg na 500 m | Bieg na 500 m | Bieg na 500 m | Bieg na 1000 m | Bieg na 1000 m | Bieg na 1500 m | Bieg na 1500 m |
| Zawodnik       | Bieg 1        | Bieg 1        | Bieg 2        | Bieg 2        | Łączny czas   | Miejsce       | Bieg na 1000 m | Bieg na 1000 m | Bieg na 1500 m | Bieg na 1500 m |
| Zawodnik       | Czas          | Miejsce       | Czas          | Miejsce       | Łączny czas   | Miejsce       | Czas           | Miejsce        | Czas           | Miejsce        |
| -------------- | ------------- | ------------- | ------------- | ------------- | ------------- | ------------- | -------------- | -------------- | -------------- | -------------- |
| Haralds Silovs | 36,12         | 39.           | 36,32         | 38.           | 72,44         | 37.           | 1:10,29        | 24.            | 1:46,79        | 14.            |

### Narciarstwo alpejskie

#### Kobiety
| Zawodnik        | Konkurencja      | Czas 1. przejazdu          | Czas 2. przejazdu          | Czas łączny                | Pozycje                    |
| --------------- | ---------------- | -------------------------- | -------------------------- | -------------------------- | -------------------------- |
| Agnese Āboltiņa | Supergigant      |                            |                            | 1:36,10                    | 31.                        |
| Agnese Āboltiņa | Slalom gigant    | 1:31,85                    | Nie ukończyła 2. przejazdu | Nie ukończyła 2. przejazdu | Nie ukończyła 2. przejazdu |
| Lelde Gasūna    | Slalom gigant    | Nie ukończyła 1. przejazdu | Nie ukończyła 1. przejazdu | Nie ukończyła 1. przejazdu | Nie ukończyła 1. przejazdu |
| Lelde Gasūna    | Slalom specjalny | 1:00,47                    | 56,82                      | 1:57,29                    | 30.                        |
| Agnese Āboltiņa | Slalom specjalny | 1:005,44                   | 1:02,73                    | 2:09,83                    | 37.                        |

#### Mężczyźni
| Zawodnik           | Konkurencja   | Czas 1. przejazdu         | Czas 2. przejazdu         | Czas łączny               | Pozycje                   |
| ------------------ | ------------- | ------------------------- | ------------------------- | ------------------------- | ------------------------- |
| Roberts Rode       | Zjazd         |                           |                           | 2:17,50                   | 47.                       |
| Roberts Rode       | Supergigant   |                           |                           | Nie ukończył biegu        | Nie ukończył biegu        |
| Roberts Rode       | Slalom        | Nie ukończył 1. przejazdu | Nie ukończył 1. przejazdu | Nie ukończył 1. przejazdu | Nie ukończył 1. przejazdu |
| Kristaps Zvejnieks | Slalom        | Nie ukończył 1. przejazdu | Nie ukończył 1. przejazdu | Nie ukończył 1. przejazdu | Nie ukończył 1. przejazdu |
| Martins Onskulis   | Slalom        | 56,16                     | 1:01,44                   | 1:57,60                   | 27.                       |
| Kristaps Zvejnieks | Slalom gigant | 1:27,80                   | 1:29,50                   | 2:57,30                   | 43.                       |
| Martins Onskulis   | Slalom gigant | Nie ukończył 1. przejazdu | Nie ukończył 1. przejazdu | Nie ukończył 1. przejazdu | Nie ukończył 1. przejazdu |

### Saneczkarstwo

#### Kobiety
| Zawodnik     | Konkurencja    | Ślizg 1 | Ślizg 2 | Ślizg 3 | Ślizg 4 | Łącznie  | Pozycja |
| ------------ | -------------- | ------- | ------- | ------- | ------- | -------- | ------- |
| Elīza Tīruma | Jedynki kobiet | 50,926  | 50,651  | 50,758  | 50,736  | 3:23,071 | 12.     |
| Ulla Zirne   | Jedynki kobiet | 51,125  | 51,159  | 51,054  | 51,347  | 3:24,685 | 18.     |

#### Mężczyźni
| Zawodnik                           | Konkurencja      | Ślizg 1 | Ślizg 2 | Ślizg 3 | Ślizg 4 | Łącznie  | Pozycja |
| ---------------------------------- | ---------------- | ------- | ------- | ------- | ------- | -------- | ------- |
| Mārtiņš Rubenis                    | Jedynki mężczyzn | 52,775  | 52,560  | 52,229  | 52,133  | 3:29,697 | 10.     |
| Inārs Kivlenieks                   | Jedynki mężczyzn | 52,872  | 52,927  | 52,347  | 52,379  | 3:30,525 | 16.     |
| Kristaps Maurins                   | Jedynki mężczyzn | 53,144  | 52,923  | 52,518  | 52,630  | 3:31,215 |         |
| Andris Šics Juris Šics             | Dwójki mężczyzn  | 49,880  | 49,910  |         |         | 1:39,790 | brąz    |
| Oskars Gudramovičs Pēteris Kalniņš | Dwójki mężczyzn  | 50,388  | 50,074  |         |         | 1:40,462 | 10.     |

Sztafeta
| Zawodnicy                                             | Czas przejazdu       | Łącznie  | Pozycja |
| ----------------------------------------------------- | -------------------- | -------- | ------- |
| Elīza Tīruma Mārtiņš Rubenis Andris Šics / Juris Šics | 54,745 56,048 56,502 | 2:47,295 | brąz    |

### Short track

#### Mężczyźni
| Zawodnik        | Konkurencja         | Kwalifikacje | Kwalifikacje | Ćwierćfinał | Ćwierćfinał | Półfinał | Półfinał | Finał         | Finał   |
| Zawodnik        | Konkurencja         | Czas         | Miejsce      | Czas        | Miejsce     | Czas     | Miejsce  | Czas          | Miejsce |
| --------------- | ------------------- | ------------ | ------------ | ----------- | ----------- | -------- | -------- | ------------- | ------- |
| Roberto Puķītis | Bieg na 1500 metrów | 2:30,671     | 5.           |             |             | 2:16,961 | 5.       | Nie awansował | 15.     |

### Skeleton

#### Kobiety
| Zawodniczka      | Ślizg 1 | Ślizg 2 | Ślizg 3 | Ślizg 4 | Łącznie | Pozycja |
| ---------------- | ------- | ------- | ------- | ------- | ------- | ------- |
| Lelde Priedulēna | 59,73   | 59,31   | 58,73   | 58,31   | 3:56,28 | 14.     |

#### Mężczyźni
| Zawodnik       | Ślizg 1 | Ślizg 2 | Ślizg 3 | Ślizg 4 | Łącznie | Pozycja |
| -------------- | ------- | ------- | ------- | ------- | ------- | ------- |
| Martins Dukurs | 56,18   | 56,37   | 56,26   | 56,29   | 3:45,10 | srebro  |
| Tomass Dukurs  | 57,03   | 57,06   | 56,75   | 56,74   | 3:47,58 | 4.      |